# Российско-египетские отношения
Российско-египетские отношения — двусторонние дипломатические отношения между Россией и Египтом. Обе страны являются членами БРИКС.

## История
В дореволюционной России Египет рассматривался как место, связанное с мировой историей, но туристами и археологами посещался редко. Массовое появление русских произошло только в 1919—1920 году в результате активной эмиграции после Гражданской войны в России. Тысячи русских, как военных, так и гражданских беженцев были доставлены англичанами на пароходах и размещены в специальных лагерях по всей стране. Так, например, Донской кадетский корпус был размещен на берегу Крокодильего озера возле Суэцкого канала. Проживание осуществлялось и частным образом, в основном в крупных городах. Со временем часть беженцев разъехалась по разным странам, часть осталась в стране, внеся заметный вклад в культуру и науку.
Дипломатические отношения между Египтом и СССР были установлены 26 августа 1943 года.

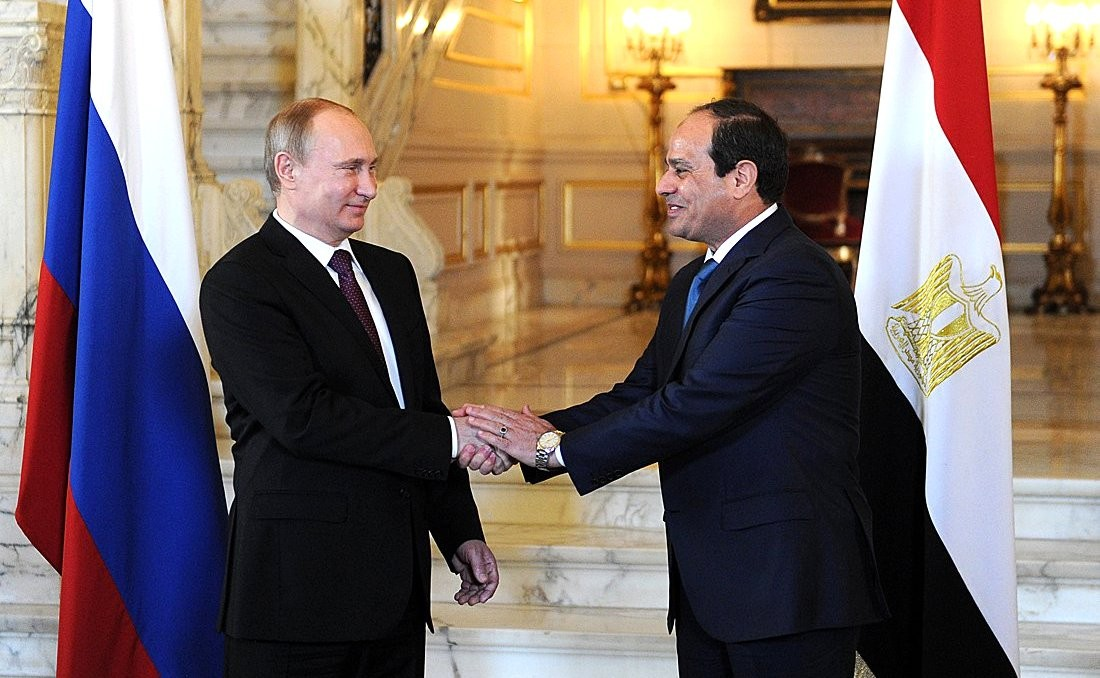
Президент России Владимир Путин с Президентом Египта Абдель Фаттахом Ас-Сиси

В 1950—1960-х годах Египет был важнейшим партнёром СССР на Ближнем Востоке. Советский Союз поставлял в Египет огромное количество вооружения и военной техники (только за период с 1955 по 1967 годы: свыше 600 боевых самолётов, свыше 1000 танков, свыше 700 бронетранспортёров, зенитные ракетные комплексы, 30 боевых кораблей), оказывал помощь в модернизации армии и в развитии экономики. Объём советской помощи за этот срок оценивается в 1,5 млрд долларов.
В начале 1970-х годов при президенте Анваре Садате, сделавшего ставку на США, произошла смена политического курса, и отношения между странами охладились (см. Кэмп-Дэвидские соглашения).

В двусторонних отношениях начался период охлаждений, причем серьёзных, вплоть до высылки из Каира в сентябре 1981 года советского посла (в ответ из Москвы был выслан египетский военный атташе со всем аппаратом атташата). 30 сентября было распущено Общество египетско-советской дружбы (председателем был Мухаммед Хасан эль-Зайят).
Потепление отношений началось в середине 1980-х годов благодаря личному участию президента Хосни Мубарака.
26 декабря 1991 года Египет признал Российскую Федерацию в качестве правопреемницы СССР.
C 2006 года в пригороде Каира действует Египетско-российский университет.
В 2016 году появилось сообщение источника в министерстве электроэнергетики Египта о том, что в ближайшие дни будет подписан комплексный контракт с «Росатомом» на строительство АЭС в районе эд-Дабаа.

Карта голосования по Резолюции Генеральной Ассамблеи ООН ES-11/1, осуждающей вторжение России на Украину.
----
За
Против
Воздержались
Отсутствовали

В июле 2022 года в рамках соглашение о строительстве энергообъекта общей стоимостью $30 млрд в составе четырёх энергоблоков мощностью 1 200 МВт, «Росатомом» начато возведение АЭС «Эд-Дабаа» — первой в стране атомной электростанции. По сообщению «Эксперта», это самый крупный проект российско-египетского сотрудничества со времен строительства Асуанской плотины.
24 июля 2022 года министр иностранных дел России Сергей Лавров посетил Египет в рамках турне по странам Африки. New York Times сообщил, что Египет оказался под давлением западных стран, требовавших осудить Россию. Одной из ключевых тем стал продовольственный кризис. По сообщению издания, президент Египта Абдель Фаттах ас-Сиси «отказался осудить Москву так резко, как этого хотели США». После встречи с Лавровым, министр иностранных дел Египта Самех Шукри высказал теплые слова в адрес своего коллеги. На совместной пресс-конференции Лавров подтвердил приверженность российских экспортеров зерна взятым на себя обязательствам и подчеркнул, что у России и Египта «общее понимание причин зернового кризиса».
3 августа 2022 года Bloomberg сообщил о том, что груз российской нефти марки Urals объёмом 700 тысяч тонн прибыл в египетский порт Эль-Хамра. Через несколько часов нефть забрал другой корабль. По оценке издания, подобные перемещения усложняют идентификацию конечной точки назначения российской нефти. Это свидетельствует о том, что Россия нашла новый способ доставки своей нефти в условиях надвигающихся санкций.

## Военное сотрудничество
В 2016 году в рамках учения «Защитники дружбы — 2016» прошли совместные манёвры десантников двух стран — российские десантники провели массовое десантирование в пустыне вблизи Александрии с боевой техникой и вооружением, для отработки навыков ликвидации боевиков в пустыне. Это первые совместные учения двух стран с начала 1970-х годов.
В сентябре 2017 года Россия и Египет провели в Краснодарском крае совместные тактические учения «Защитники дружбы — 2017».
Подписаны контракты на поставку оборудования/вертолётов для УДК «Анвар Садат» и «Гамаль Абдель Насер» (2017) и 50 истребителей МиГ-35 для ВВС Египта (2019).

## Образ России в учебниках Египта
В изученном египетском учебнике представлен непредвзятый взгляд на историю внешней политики России, но по острым вопросам современности приводится скорее западный подход, подразумевающий, к примеру, негативное отношение к присоединению Крыма с РФ.